# Sepanjang (Taman)
Sepanjang is een bestuurslaag in het regentschap Sidoarjo van de provincie Oost-Java, Indonesië. Sepanjang telt 12.958 inwoners (volkstelling 2010).